# Rusofobija
Rusofobija (rus. русофобия); antirusko raspoloženje; je društveno-politička pojava za koju je karakteristična netrpeljivost (nerijetko i mržnja) prema Rusima, ruskoj kulturi i običajima, ruskom jeziku i ruskoj globalnoj politici. Manifestacije i razlozi su mnogobrojni, uglavnom političke prirode te kao posljedica povijesne kolonizacije zemalja u ruskom okruženju i prisilne rusifikacije. 
Rusofobija je posebno prisutna u pojedinim ruskim republikama unutar Ruske Federacije. Zatim je prisutna u SAD-u, Velikoj Britaniji, Poljskoj i nekim državama bivšeg Sovjetskog Saveza. Posebno je istakunta u postsovjetskim državama s velikim ruskim manjinama koje su te prostore naselile u sklopu rusko-sovjetske kolonizacije. To se u prvom redu odnosi na baltičke države Litvu, Latviju, Estoniju, Ukrajinu i nešto manje Moldovu, zatim određene kavkaške države poput Gruzije. Rusofobija se sredinom 20. stoljeća posebno primjećivala u Finskoj, Norveškoj, Češkoj, Mađarskoj i još nekim europskim državama.
Rusofobija s druge strane ima snažnog oponenta odnosno Rusofiliju u kojoj se opravdano i neopravdano propagiraju i veličaju ruska povijest, kultura i ostalo. Takav je oblik komunikacije posebno primjetan u nekim državama poput Srbije, Njemačke, Italije i ostalim državama.

## Povijest
Rusofobija se prvi puta javlja u 16. i 17. stoljeću u sklopu širenja ruske države prema istočnoj Aziji prilikom čega je nastupila kolonizacija većeg broja manjih euroazijskih naroda. Rusofobija je izrazito pojačana kolonizacijom nekih istočnoeuropskih i sjevernoeuropskih država u 18., 19. i 20. stoljeću. hladni rat također je snažno povećao netrpeljivost prema Rusima i ruskoj kulturi od strane SAD-a i Velike Britanije.
Danas je rusofobija raširena uglavnom zbog globalne politike i nerazriješenih povijesno-političkih pitanja Rusije s ruskim postsovjetskim susjedima koje su Rusi prethodno kolonizirali. To se u prvom redu odnosi na baltičke države, Ukrajinu, Poljsku i države Kavkaza. Na globalnoj razini rusofobija se i dalje izrazito primjećuje u SAD-u i Velikoj Britaniji.

## Oblici rusofobije
- Aktivno širenje negativnih ili neistinitih informacija o povijesti, politici i kulturi ruskog naroda u svjetskim medijima
- Aktivno angažiranje neruskih državljanja za promicanje netrpeljivosti prema ruskoj kulturi i društvu u Rusiji i svijetu
- Ostali oblici

## Pogledaj još
- Ukrajinofobija
- Rusifikacija
- Rusofilija

## Vanjske poveznice
- Rusofobija u Velikoj Britaniji (eng.)
- Rusofobija u međunarodnom tisku (eng.)